# Tô Ái Vang
Tô Ái Vang (sinh ngày 29 tháng 5 năm 1975) là một nữ chính trị gia người Việt Nam, dân tộc Hoa. Bà hiện là Phó Trưởng Đoàn chuyên trách Đoàn đại biểu Quốc hội tỉnh Sóc Trăng, Ủy viên Ban Chấp hành Liên đoàn Lao động tỉnh Sóc Trăng, Ủy viên Hội đồng Dân tộc của Quốc hội, đại biểu Quốc hội Việt Nam khóa 14 nhiệm kì 2016-2021, thuộc đoàn đại biểu Quốc hội tỉnh Sóc Trăng. Bà lần đầu trúng cử đại biểu Quốc hội năm 2016 ở đơn vị bầu cử số 1, tỉnh Sóc Trăng gồm có thành phố Sóc Trăng, thị xã Ngã Năm và các huyện: Mỹ Tú, Châu Thành, Thạnh Trị.

## Xuất thân
Tô Ái Vang quê quán ở Thị trấn Hưng Lợi, huyện Thạnh Trị, tỉnh Sóc Trăng.
Bà hiện cư trú ở Số 585/34 Lê Hồng Phong, khóm 5, phường 3, thành phố Sóc Trăng, tỉnh Sóc Trăng.

## Giáo dục
- Giáo dục phổ thông: 12/12
- Đại học Sư phạm chuyên ngành Ngữ văn
- Thạc sĩ Quản lý giáo dục
- Cao cấp lí luận chính trị

## Sự nghiệp
Bà gia nhập Đảng Cộng sản Việt Nam vào ngày 1/9/1997.
Khi lần đầu ứng cử đại biểu Quốc hội Việt Nam khóa 14 vào tháng 5 năm 2016 bà đang là Tỉnh ủy viên, Phó Bí
thư Thường trực Đảng ủy, Giám đốc Sở Lao động - Thương binh và Xã hội tỉnh Sóc Trăng; Ủy viên Ban chấp hành
Liên đoàn Lao động tỉnh Sóc Trăng, làm việc ở Sở Lao động - Thương binh và Xã hội tỉnh Sóc Trăng, có bằng cao cấp lí luận chính trị.
Bà đã trúng cử đại biểu Quốc hội năm 2016 ở đơn vị bầu cử số 1, tỉnh Sóc Trăng gồm có thành phố Sóc Trăng, thị xã Ngã Năm và các huyện: Mỹ Tú, Châu Thành, Thạnh Trị, được 252.539 phiếu, đạt tỷ lệ 66,01% số phiếu hợp lệ.
Bà hiện là Tỉnh ủy viên, Phó Trưởng Đoàn chuyên trách Đoàn đại biểu Quốc hội tỉnh Sóc Trăng, Ủy viên Ban Chấp hành Liên đoàn Lao động tỉnh Sóc Trăng, Ủy viên Hội đồng Dân tộc của Quốc hội.
Bà đang làm việc ở Sở Lao động - Thương binh và Xã hội tỉnh Sóc Trăng.